# Open GDF Suez Seine-et-Marne
L'Open GDF Suez Seine-et-Marne è un torneo professionistico di tennis giocato su campi in cemento indoor. Fa parte dell'ITF Women's Circuit nella categoria $ 60.000. Si gioca annualmente a Croissy-Beaubourg in Francia.

## Albo d'oro

### Singolare
| Anno       | Categoria   | Campionessa                           | Finalista                             | Punteggio                             |
| ---------- | ----------- | ------------------------------------- | ------------------------------------- | ------------------------------------- |
| 2024       | ITF W75     | Lily Miyazaki                         | Mona Barthel                          | 6–4, 7–5                              |
| 2023       | ITF $60,000 | Jodie Burrage                         | Lucia Bronzetti                       | 3–6, 6–4, 6–0                         |
| 2022       | ITF $60,000 | Linda Nosková                         | Léolia Jeanjean                       | 6–3, 6–4                              |
| 2021– 2020 | ITF $60,000 | Annullato per pandemia di coronavirus | Annullato per pandemia di coronavirus | Annullato per pandemia di coronavirus |
| 2019       | ITF $60,000 | Vitalia Diatchenko                    | Robin Anderson                        | 6–2, 6–3                              |
| 2018       | ITF $60,000 | Anna Blinkova                         | Karolína Muchová                      | Walkover                              |
| 2017       | ITF $60,000 | Ekaterina Alexandrova                 | Richèl Hogenkamp                      | 6–2, 6(3)–7, 6–3                      |
| 2016       | ITF $50,000 | Ivana Jorović                         | Pauline Parmentier                    | 6–1, 4–6, 6–4                         |
| 2015       | ITF $50,000 | Margarita Gasparyan                   | Mathilde Johansson                    | 6–3, 6–4                              |
| 2014       | ITF $50,000 | Claire Feuerstein                     | Renata Voráčová                       | 6–3, 4–6, 6–4                         |
| 2013       | ITF $50,000 | Anne Keothavong                       | Sandra Záhlavová                      | 7–6(3), 6–3                           |

### Doppio
| Anno       | Categoria   | Campionesse                            | Finaliste                             | Punteggio                             |
| ---------- | ----------- | -------------------------------------- | ------------------------------------- | ------------------------------------- |
| 2024       | ITF W75     | Estelle Cascino Alex Eala              | Maia Lumsden Jessika Ponchet          | 7–5, 7–6(4)                           |
| 2023       | ITF $60,000 | Greet Minnen Yanina Wickmayer          | Jodie Burrage Berfu Cengiz            | 6–4, 6–4                              |
| 2022       | ITF $60,000 | Isabelle Haverlag Justina Mikulskytė   | Sofya Lansere Oksana Selekhmeteva     | 6–4, 6–2                              |
| 2021– 2020 | ITF $60,000 | Annullato per pandemia di coronavirus  | Annullato per pandemia di coronavirus | Annullato per pandemia di coronavirus |
| 2019       | ITF $60,000 | Harriet Dart Lesley Kerkhove           | Sarah Beth Grey Eden Silva            | 6–3, 6–2                              |
| 2018       | ITF $60,000 | Anna Kalinskaya Viktória Kužmová       | Petra Krejsová Jesika Malečková       | 7–6(5), 6–1                           |
| 2017       | ITF $60,000 | Vera Lapko Polina Monova               | Manon Arcangioli Magdalena Fręch      | 6–3, 6–4                              |
| 2016       | ITF $50,000 | Jocelyn Rae Anna Smith                 | Lenka Kunčíková Karolína Stuchlá      | 6–4, 6–1                              |
| 2015       | ITF $50,000 | Jocelyn Rae Anna Smith                 | Julie Coin Mathilde Johansson         | 7–6(5), 7–6(2)                        |
| 2014       | ITF $50,000 | Margarita Gasparjan Ljudmyla Kičenok   | Kristina Barrois Eléni Daniilídou     | 6–2, 6–4                              |
| 2013       | ITF $50,000 | Anna-Lena Friedsam Alison Van Uytvanck | Stéphanie Foretz Gacon Eva Hrdinová   | 6–3, 6–4                              |